# Haddorp
Haddorps säteri, tidigare Haddetorps gård, är en herrgård och tidigare by i Slaka socken, Linköpings kommun.

## Historia
12 oktober 1542 under Dackefejden besegrades ett hundratal upprorsmän av kungliga trupper under Botvid Larssons befäl i Haddorps by. Upprorsmännen var på väg från Kisa mot Linköping och slog läger för natten vid Haddorp. De kungliga trupperna anföll de sovande i gryningen. Alla Dackes män dödades och byn ödelades.
I Haddorp föddes 1630 Johan Hadorph, som blev riksantikvarie 1666. Han avled på gården 1693. Den byggnad som man tror att Johan Hadorph växte upp i finns fortfarande kvar, och huset används ännu som bostad. På 1600-talet förvandlades byn till säteri.
1854 köptes gården av Östergötlands Hushållningssällskap och förvandladess till lantbruksskola. 1912 köptes gården av släkten Secher som började driva mjölk- och köttproduktion. Gården drivs vidare av tredje generationen.